# Томаківська селищна територіальна громада
Томаківська селищна територіальна громада — територіальна громада в Україні, у Нікопольському районі Дніпропетровської області. Адміністративний центр — селище Томаківка.
Площа громади — 671,9 км², населення — 14 625 мешканців (2018).

## Історія
Громада утворена 18 серпня 2016 року шляхом об'єднання Томаківської селищної ради та Володимирівської, Кисличуватської, Китайгородської, Михайлівської, Преображенської, Чумаківської сільських рад Томаківського району.

## Населені пункти
До складу громади входять 1 селище (Томаківка) та 34 сіл:
- Баркове
- Веселий Яр
- Високе
- Ганнівка
- Гарбузівка
- Грушеве
- Запорізька Балка
- Запорізьке
- Зелений Гай
- Зелений Клин
- Катьощине
- Кисличувата
- Китайгородка
- Краснопіль
- Крутеньке
- Миролюбівка
- Михайлівка
- Новокатьощине
- Новокраснопіль
- Новомиколаївка
- Новомихайлівка
- Новоукраїнка
- Олександрівка
- Петрівка
- Преображенка
- Садове
- Семенівка
- Сергіївка
- Степанівка
- Тарасівка
- Урожайне
- Чайки
- Червоний Яр
- Чумаки